# 和泉今日子
和泉 今日子（いずみ きょうこ、1947年3月23日 - ）は、埼玉県出身の日本の女優。身長157 cm。体重48 kg。血液型はB型。かつては宝井プロジェクトに所属していた。

## 人物
特技は太極拳。趣味は茶道、日本舞踊、卓球。

## 出演

### 映画
- 「Laundry」（2002年3月9日） - 新婦の母親 役
- 「OUT」（2002年10月19日）
- 「輪廻」（2006年1月7日） - 新谷薫 役

### テレビドラマ

#### NHK
- NHKスペシャル ドラマ 「黄色い髪」（1989年）
- 「天てれドラマ アハハ! -本当のやさしさって何?−」（2002年5月6日、NHK教育テレビジョン）
- 「病院のチカラ〜星空ホスピタル〜」第2話（2007年4月14日）

#### 日本テレビ
- 「瑠璃色ゼネレーション」第7話（1984年10月19日）
- 「フレーフレー人生!」最終話（2001年9月10日）
- 「87%」第7話（2005年2月23日）
- 「ハケンの品格」第4話（2007年1月31日） - 里美の母 役
- 「THE LAST COP/ラストコップ」第1話（2016年10月8日）

#### TBS
- 「風にむかってマイウェイ」（1984年11月12日） - 母親たち 役
- 「少女に何が起ったか」第7話（1985年2月19日）
- 「うちの子にかぎって… 第2期」第4話（1985年5月3日） - 主婦 役
- 「フラれる女」（1997年1月10日）
- 月曜ドラマスペシャル → 月曜ミステリー劇場
  - 「十津川警部シリーズ」第13作（1997年9月29日） - 叔母 役[3]
  - 「門脇葬儀店・本日も御愁傷様」（2000年11月13日） - 火葬場世話係 役
  - 「自治会長 糸井緋芽子 社宅の事件簿」第6作（2005年7月11日） - リーダー 役
- 「青い鳥」第8話・第9話（1997年11月28日・12月5日）
- 花王 愛の劇場
  - 「再婚トランプ」第5話（1998年10月30日）
  - 「三代目のヨメ!」第9話（2008年1月17日）
- 「ママチャリ刑事」第6話（1999年2月11日）
- 「百年の物語 第1夜 大正編・愛と憎しみの嵐」（2000年8月28日） - 髪結い 役
- 「最悪」（2001年3月30日、BS-i）
- 「だいすき!!」第2話（2008年1月24日） - 園長 役
- 「MR.BRAIN」第4話（2009年6月13日）
- 「ATARU」第6話（2012年5月20日）
- 「Dr.DMAT」第4話（2014年1月30日）
- 「警部補・杉山真太郎〜吉祥寺署事件ファイル」第7話（2015年2月23日） - 戸田和美 役
- 「ごめん、愛してる」第8話（2017年9月3日）
- 「花のち晴れ〜花男 Next Season〜」第1話（2018年4月17日） - バアヤ 役
- 「義母と娘のブルース」第6話（2018年8月14日） - 老婆 役
- 「スカム」第2話（2019年7月10日） - 詐欺の被害者 役

#### フジテレビ
- 金曜女のドラマスペシャル → 男と女のミステリー → 金曜ドラマシアター
  - 「結婚前夜 －消えた殺人事件－」（1985年3月22日）
  - 「母子変容」（1989年10月13日）
  - 「街」第3作（1991年1月25日）
  - 「生前情交痕跡あり」（1991年7月5日）
- 「親愛なる者へ」（1992年7月2日 - 9月17日） - 田島綾子 役
- 「じゃじゃ馬ならし」第11話（1993年9月13日）
- 「恋愛結婚の法則」第1話（1999年7月7日）
- 「らぶ・ちゃっと」第15話（2000年8月21日）
- 「私を旅館に連れてって」第7話（2001年5月23日） - 司会の先生 役
- 「救命病棟24時 第2シリーズ」最終話（2001年9月18日） - 朝倉一子 役
- 「春ランマン」第5話（2002年5月7日） - みどりの母 役
- 「はるちゃん6」第49話（2002年12月6日） - 牧繁子 役
- 「牡丹と薔薇」第7話（2004年1月13日）
- ほんとにあった怖い話「真夜中のサイレン」（2004年12月13日） - 大家 役[4]
- 土曜プレミアム
  - 「スタートライン〜涙のスプリンター〜」（2005年12月17日）
  - 「死亡推定時刻」（2006年9月9日）
  - 「特命指揮官 郷間彩香」（2016年10月22日） - 人質 役
- 「翼の折れた天使たち 衝動」（2007年2月26日）
- 「それでも、生きてゆく」第4話（2011年7月28日）
- 「花ざかりの君たちへ〜イケメン☆パラダイス〜2011」第5話（2011年8月7日）
- 「最後から二番目の恋」第5話（2012年2月9日）
- 「ビューティフルレイン」第5話（2012年7月29日）
- 「最高の離婚」第2話・最終話（2013年1月17日・3月21日）
- 「ショムニ2013」最終話（2013年9月18日） - 豆腐一課社員 役
- 世にも奇妙な物語「墓友」（2014年4月5日） - 近所の主婦 役
- 「ファーストクラス 第2期」第2話（2014年10月22日） - 佐々木富子 役
- 「フラジャイル」第8話（2016年3月2日） - 患者 役
- 「キャリア〜掟破りの警察署長〜」第7話（2016年11月20日） - ひったくり被害者 役
- 「コード・ブルー -ドクターヘリ緊急救命- 3rd season」第7話（2017年8月28日） - 折笠トミ 役
- 「いつまでも白い羽根」第2話（2018年4月14日）
- 「隕石家族」第2話（2020年4月18日） - 小谷ヒサ 役

#### テレビ朝日
- 「私鉄沿線97分署」
  - 第21話「チンピラ青春砂漠・ワン!」（1985年3月17日）
  - 第31話「着任! パワフルコンビ!!」（1985年6月9日）
- 「女ふたり捜査官」第15話（1987年1月9日）
- 火曜スーパーワイド「市原悦子の七つの顔の女」第1作（1989年5月9日） - 使用人 役
- 土曜ワイド劇場
  - 「喪服を着た花嫁」（1990年11月3日）
  - 「お祭り弁護士・澤田吾朗」第3作（2002年8月31日） - 三枝涼子の母 役
  - 「おかしな刑事」第11作（2014年6月7日） - 中塚かよ 役
- 「さすらい刑事旅情編IV」第11話（1991年12月25日）
- はぐれ刑事純情派シリーズ
  - 「はぐれ刑事純情派 第5シリーズ」第20話（1992年8月19日） - 大崎律子 役
  - 「はぐれ刑事純情派 第12シリーズ」最終話（1999年9月29日）
- 「独身3!!」第7話（2003年11月21日）
- 「はみだし刑事情熱系 最終章」最終話（2004年6月30日）
- 「富豪刑事」第1話（2005年1月13日） - 不法投棄反対派の主婦 役
- 「交渉人〜THE NEGOTIATOR〜 第1シリーズ」第1話（2008年1月10日） - 初枝 役
- 「相棒 season8」第11話（2010年1月13日） - 山根洋子 役
- 「王様の家」第5話（2011年11月9日、BS朝日）
- 「警視庁捜査一課9係 season8」第9話（2013年9月4日）
- 「ゲームの規則」後編（2015年1月17日）
- 「ハゲしわしわときどき恋」（2020年1月2日） - 三ツ谷 役

#### テレビ東京
- 女流作家シリーズ「偽りのダイヤモンド」（1989年11月27日）
- 「ハッピー 愛と感動の物語」第2話（1999年4月21日）
- 女と愛とミステリー → 水曜ミステリー9
  - 「刑事吉永誠一 涙の事件簿」第1作（2004年5月26日） - 熊谷信義の妻 役
  - 「偽証法廷」（2012年4月4日） - いつ子 役
- 「湯けむりスナイパー」第8話（2009年5月29日） - 高山の妻 役
- 「昼のセント酒」第2話（2016年4月17日）
- 「よつば銀行 原島浩美がモノ申す! 〜この女に賭けろ〜」第7話（2019年3月4日）

### 配信ドラマ
- 「革命ステーション５+25」（2009年7月6日 - 8月7日、LISMO Video） - 米屋の祖母 役

### 特撮
- 「超星艦隊セイザーX」第7話（2005年11月12日、テレビ東京） - おふくろ 役

### ビデオドラマ
- 「てれびくん超バトルDVD 仮面ライダービルド 誕生！クマテレビ!! VS仮面ライダーグリス」（2017年12月28日） - 生方喜三代 役

### その他
- 「中居正広の金曜日のスマイルたちへ」（2002年8月23日、TBS）
- 「FILM FACTORY」（2006年10月16日・10月23日、テレビ東京）
- 「痛快TV スカッとジャパン」（フジテレビ）
  - 第9回（2015年1月26日）
  - 第32回（2015年10月19日）
  - 第55回（2016年5月16日）
  - 第77回「高級車のネチネチ女」（2017年1月2日）
  - 第104回（2017年9月11日）
  - 第144回「スーパーの迷惑客」（2018年10月29日）
  - 第188回「ウソみたいなホントの話スカッと」（2020年1月13日）